# Heinrich Georg Bronn
Heinrich Georg Bronn, född 3 mars 1800 i Ziegelhausen vid Heidelberg, död 5 juli 1862 i Heidelberg, var en tysk naturforskare.
Bronn blev 1828 professor i naturvetenskap och teknologi i Heidelberg, dit hans föreläsningar inom kort lockade en mängd utländska åhörare. Han gjorde sina främsta insatser inom paleontologin. Bland annat formulerade och bevisade han den satsen, att man med nästan matematisk noggrannhet kan avgöra en formations ålder efter dess större eller mindre procenthalt av recenta arter. Bronn tilldelades Wollastonmedaljen 1861.
Hans viktigaste verk är System der urweltlichen Konchylien (1824), System der urweltlichen Pflanzenthiere (1830), Lethæa geognostica (1836-38; tredje upplagan 1852-56), Geschichte der Natur (1841-49), Allgemeine Zoologie (1850) och Untersuchungen über die Entwickelungsgesetze der organischen Welt während der Bildungszeit unserer Erdoberfläche (1858; prisbelönt av franska Vetenskapsakademien). I det stora verket "Neue Encyklopädie für Wissenschaften und Künste" bearbetade han den zoologiska delen (1850). Av största vikt är hans Klassen und Ordnungen des Thierreichs, wissenschaftlich dargestellt in Wort und Bild (1859 ff.; fortsatt av Christian Keferstein, Carl Eduard Adolph Gerstäcker, Max Braun med flera). Från 1830 utgav Bronn tillsammans med Karl Cäsar von Leonhard tidskriften "Jahrbuch für Mineralogie, Geologie, Geognosie und Petrefactenkunde".